# Kamieńsk
Kamieńsk ['kamʲɛɲsk] ist eine Stadt in der Woiwodschaft Łódź in Polen. Sie ist Sitz der gleichnamigen Stadt-und-Land-Gemeinde mit 5839 Einwohnern (Stand 31. Dezember 2020). Sie liegt etwa 60 Kilometer südlich der Woiwodschaftshauptstadt Łódź.

## Geschichte
Die erste urkundliche Erwähnung des Ortes stammt aus dem Jahre 1291, als vom Aufbau einer hölzernen Kirche berichtet wurde. 1374 erhielt der Ort das Stadtrecht nach Magdeburger Recht. Bei der zweiten Teilung Polens kam die Stadt an Preußen. 1793 bei der Bildung des Herzogtums Warschau wurde der Ort Teil desselben und fiel dann 1815 an Kongresspolen. 
Der Anschluss an das Schienennetz erfolgte 1846. Nach dem Januaraufstand 1863/1864 kam es 1870 zu einer Verwaltungsreform durch Zar Alexander II., wobei der Ort wie viele andere Städte des russischen Teils Polens sein Stadtrecht verlor. 1904 zerstörte ein großer Brand den Ort. Im September 1907 wurde die Freiwillige Feuerwehr gegründet, die für den Brandschutz und die allgemeine Hilfe sorgt.
Nach dem Ersten Weltkrieg wurde der Ort Teil des wieder gebildeten Polens.
Am 2. September 1939 griff die deutsche Wehrmacht die Stadt an, die dabei vor allem durch Artilleriebeschuss stark in Mitleidenschaft gezogen wurde.
Bei einer Verwaltungsreform wurde der Ort 1975 Teil der neu gebildeten Woiwodschaft Piotrków.
Zum 1. Januar 1994 wurde dem Ort wieder das Stadtrecht verliehen. Bei einer erneuten Verwaltungsreform 1999 wurde die Woiwodschaft Piotrków aufgelöst und Kamieńsk wurde Teil der Woiwodschaft Łódź.

### Einwohnerentwicklung
1939 lebten 3700 Menschen in der Stadt, davon 834 Juden. 2007 waren es 2852, davon 1390 Männer.

## Gemeinde
Zur Stadt-und-Land-Gemeinde (gmina miejsko-wiejska) Kamieńsk gehören die Stadt selbst und zwölf Dörfer mit Schulzenämtern.

## Wirtschaft und Infrastruktur
Die Arbeitslosenquote lag Anfang 2006 bei etwa 16 Prozent und damit leicht unter dem Durchschnitt Polens.

### Verkehr
Kamieńsk liegt an der Europastraße 75 von Częstochowa nach Łódź. Der Flughafen Łódź-Lublinek liegt etwa 60 Kilometer nördlich. Die geplante Autobahn A1 vom Süden Polens über Łódź nach Danzig soll eine Anschlussstelle Kamieńsk erhalten. Der Haltepunkt Kamieńsk liegt an der Bahnstrecke Warszawa–Katowice.

## Persönlichkeiten

### Ehrenbürger
- Johannes Paul II. (1920–2005) wurde 1999 Ehrenbürger des Ortes
- Kazimierz Secomski (1910–2002), Wirtschaftswissenschaftler

### Sohn der Stadt
- Jacek Krzynówek (* 1976), Fußballspieler